# 弗里什梅尼勒
弗里什梅尼勒（法語：Frichemesnil，法語發音：[fʁiʃmenil]）是法国滨海塞纳省的一个市镇，属于鲁昂区。

## 地理
弗里什梅尼勒（49°37'19"N, 1°8'21"E）面积8.1 平方千米，位于法国诺曼底大区滨海塞纳省，该省份为法国北部沿海省份，其西部及北部濒大西洋英吉利海峡，东起顺时针与索姆省、瓦兹省、厄尔省和卡爾瓦多斯省接壤。
与弗里什梅尼勒接壤的市镇（或旧市镇、城区）包括：欧蒂约-拉蒂耶维尔、博斯克勒阿尔、克莱尔、埃坦皮、格吕尼。

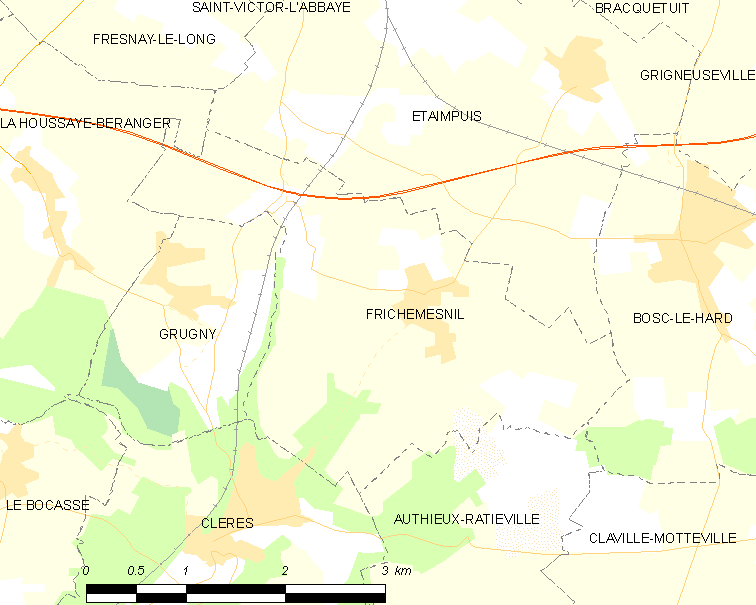
弗里什梅尼勒的OSM定位图

弗里什梅尼勒的时区为UTC+01:00、UTC+02:00（夏令时）。

## 行政
弗里什梅尼勒的邮政编码为76690，INSEE市镇编码为76290。

## 政治
弗里什梅尼勒所属的省级选区为布瓦纪尧姆县。

## 人口

1962-2008年间弗里什梅尼勒人口变化图示

弗里什梅尼勒于2022年1月1日时的人口数量为392人。